# スチュアート・ギブソン
スチュアート・ギブソン（Stuart Gibson、1983年 - ）は、オーストラリアのプロカメラマン。サーフフォトグラファー。建築写真家。

## 概要
オーストラリアのタスマニア州出身。タスマニア州ホバート郊外ローダーデール在住。有名プロサーファーやサーフィン大会の撮影、雑誌への掲載などの活動を行っている。また、サーフィン以外にもオーストラリアの自然をテーマにした作品も数多く発表してきた。近年は建築写真も発表しているほか、ドローンを使った空撮で静止画、動画の撮影も行っている。

## 略歴
元々サーファーだったが、18歳の時にサーフィンで怪我を負ったことから、サーファーとしての活動を諦め、カメラマンに転向。2003年から本格的な活動を開始した。同年、レッドブルが主催するアドベンチャー＆アクションスポーツフォトコンテスト「Red Bull Illume - Image Quest 2003」の「Spirit」カテゴリーでファイナリストとなる。2019年、自身と同じタスマニア州出身のプロサーファーでビッグウエーバーとして知られるマイキー・ブレナンのライディングシーンを撮影した写真で、ニコン・オーストラリア主催のThe 2019 Surf Photo of The Yearの最優秀賞を獲得。また、2021年、ニコン・オーストラリア主催のThe 2021 Surf Photo and Video of the Year Awardsで再び最優秀賞を獲得している。

## 撮影の活動拠点
タスマニア州シップスターン・ブラフ(Shipstern Bluff)

## 受賞歴
- The 2019 Surf Photo of The Year (Nikon Australia) 最優秀賞
- The 2021 Surf Photo and Video of The Year Award (Nikon Australia) 最優秀賞